# Sindrome d'astinenza da nicotina
La sindrome d'astinenza da nicotina comprende una serie di manifestazioni cliniche che possono insorgere in un soggetto fumatore in seguito alla riduzione o alla sospensione del consumo di tabacco o dell'uso di sigarette elettroniche, che contengono liquidi a base di nicotina.

## Clinica

### Criteri diagnostici
I criteri diagnostici del DSM-IV-TR per la sindrome da astinenza da nicotina, prevedono la presenza, entro 24 ore dalla cessazione o dalla riduzione del fumo, di almeno quattro dei seguenti sintomi:
- umore depresso o disforico
- insonnia
- irritabilità, frustrazione o rabbia
- stato ansioso
- difficoltà di concentrazione
- irrequietezza
- bradicardia
- aumento di appetito o peso

Tali sintomi devono presentarsi dopo numerose settimane di utilizzo del tabacco e devono influire in modo da causare uno stress clinicamente significativo o influire negativamente sulla vita sociale e lavorativa. Inoltre si deve escludere che tali sintomi siano dovuti ad altri disordini mentali.

### Segni e sintomi
Le manifestazioni cliniche della crisi d'astinenza da nicotina sono riportate essere transitorie e di breve durata, tanto da raggiungere il loro massimo entro la prima settimana ed esaurirsi completamente entro alcune settimane dalla sospensione. Altre manifestazioni, oltre a quelle previste dai criteri diagnostici, riportate sono:
- costipazione
- tosse
- vertigini
- aumento dell'attività onirica
- ulcere aftose

Non sono invece da imputare all'astinenza sonnolenza, astenia e altre manifestazioni fisiche.

## Epidemiologia
Differenze sull'incidenza globale dei sintomi sono state riportate tra classi di età, ma non si sono dimostrate differenze significative dovute al sesso: in particolare questi sono riportati in circa il 20% dei soggetti in età adolescenziale, mentre risultano presenti in circa metà dei soggetti adulti in seguito alla sospensione; non vi sono tuttavia differenze significative riguardo all'entità dei sintomi. Tra le manifestazioni, quelle depressive si presentano più frequentemente nel sesso femminile, mentre l'irritabilità e l'aumento dell'appetito sono tipici delle ragazze; i maschi adolescenti riportano un'incidenza minore di aumento dell'appetito, ma maggiore di insonnia.
Uno studio, basato su un campione di circa 800 adolescenti fumatori, ha mostrato che il craving, ovvero il bisogno irrefrenabile di fumare dopo la sospensione, si manifesta nel 45,5% dei casi, mentre nel 16% dei casi si associa ai sintomi dell'astinenza. La correlazione tra cessazione del fumo e disturbo d'ansia è stata valutata in uno studio annuale condotto su circa 1500 persone intenzionate a smettere di fumare, mostrando una correlazione diretta tra manifestazioni ansiose e capacità di mantenere l'astinenza, con un significativo vantaggio per coloro che erano clinicamente asintomatici.
Fattori genetici sono sospettati di incidere per il 45% nella varianza dell'incidenza dei sintomi da astinenza riscontrata e, in particolare, sembrano coinvolti geni presenti sul cromosoma 11 quali DRD4, che codifica per il recettore dopaminergico 4, TPH, TH e CHRNA10, e sul cromosoma 6, quale il gene OPRM1 che codifica per un recettore per gli oppioidi.

## Trattamento farmacologico
- Clonidina
- Pregabalin
- Gabapentin
- Benzodiazepine
- Neurolettici